# Sarbinowo (gmina Myślibórz)
Sarbinowo – osada w Polsce, położona w województwie zachodniopomorskim, w powiecie myśliborskim, w gminie Myślibórz.
W latach 1975–1998 miejscowość należała administracyjnie do województwa gorzowskiego.